# Une histoire d'amour (chanson)
Pour les articles homonymes, voir Une histoire d'amour.
Singles de Mireille Mathieu
Donne ton cœur, donne ta vie
(1970) C'est dommage
(1971)
Une histoire d'amour est une chanson sortie en 1971 interprétée par la chanteuse française Mireille Mathieu. La chanson, composée par Francis Lai et écrite par Catherine Desage, est l’adaptation de la bande originale du film Love Story, Where Do I Begin?. Elle a connu un très grand succès en cette année 1971 et le 45 tours s'est vendu à plus de 500 000 exemplaires cette année-là.
Reprises
Une histoire d'amour a fait l'objet d'une reprise par Nicole Croisille en 1977 et plus récemment par Elisa Tovati sur son album Elisa fait son cinéma en 2023